# Zurab Guedejauri
Zurab Gurámovich Guedejauri –en ruso, Зураб Гурамович Гедехаури– (Tiflis, Georgia, 30 de julio de 1994) es un deportista ruso de origen georgiano que compite en lucha grecorromana.
Ganó una medalla de plata en el Campeonato Mundial de Lucha de 2021 y una medalla de bronce en el Campeonato Europeo de Lucha de 2021, en la categoría de 130 kg.

## Palmarés internacional
| Campeonato Mundial | Campeonato Mundial | Campeonato Mundial | Campeonato Mundial |
| Año                | Lugar              | Medalla            | Categoría          |
| ------------------ | ------------------ | ------------------ | ------------------ |
| 2021               | Oslo (Noruega)     | Medalla de plata   | 130 kg             |
| Campeonato Europeo |                    |                    |                    |
| Año                | Lugar              | Medalla            | Categoría          |
| 2021               | Varsovia (Polonia) | Medalla de bronce  | 130 kg             |